# José Luis Munuera Montero
José Luis Munuera Montero (Jaén, 19 de mayo de 1983) es un árbitro  de fútbol español de la Primera División de España. Pertenece al Comité de Árbitros de Andalucía.
Debutó el 22 de agosto de 2016 en Primera División en un Real Club Celta de Vigo contra el Club Deportivo Leganés (0-1).

## Trayectoria
Es licenciado en Filología Hispánica por la Universidad de Granada. Tras tres temporadas en Segunda División, donde dirigió 61 partidos, consigue el ascenso a Primera División de España junto al colegiado riojano Daniel Ocón Arráiz y al colegiado tinerfeño Daniel Jesús Trujillo Suárez. La RFEF le hizo un pequeño vídeo de presentación.
El 18 de febrero de 2025 saltó la noticia de que sería investigado por posible conflicto de intereses y apartado del arbitraje mientras durara el proceso, después de que saliera a la luz la existencia de una empresa llamada Talentus Sport, dedicada a la consultoría y a la gestión deportiva y en la que figuraba como propietario, que tenía supuestas relaciones profesionales con la RFEF, LaLiga, la UEFA y clubes como Manchester City F. C., Aston Villa F. C. o Paris Saint-Germain F. C. El 20 de febrero, la RFEF concluyó que no incurría en dicho conflicto de intereses y que podía volver a arbitrar.

## Internacional
En junio de 2018 se anunció que Munuera Montero conseguía la internacionalidad a partir del año 2019.

## Temporadas
| Categoría            | País   | Año       | Partidos |
| -------------------- | ------ | --------- | -------- |
| Segunda División "B" | España | 2010-2013 | 38       |
| Segunda División     | España | 2013-2016 | 62       |
| Primera División     | España | 2016-     | 56       |
| Árbitro FIFA         | Mundo  | 2019-     |          |

## Premios
- Trofeo Vicente Acebedo (1): 2016